# Paesi baltici in epoca sovietica
Il periodo sovietico nei Paesi baltici è circoscritto dall'anno precedente alla fine della seconda guerra mondiale, il 1944, fino al ripristino dell'indipendenza nel 1991. L'Armata Rossa si insediò nelle tre regioni nel corso della sua avanzata verso ovest ai danni della Germania nazista e le annesse rendendole rispettivamente repubbliche socialiste sovietiche dell'Estonia, della Lettonia e della Lituania. Da quel momento e per circa 50 anni, gli Stati baltici rimasero sotto la sfera sovietica fino al putsch di agosto del 1991.

## Sovietizzazione

### Resistenza e espulsioni

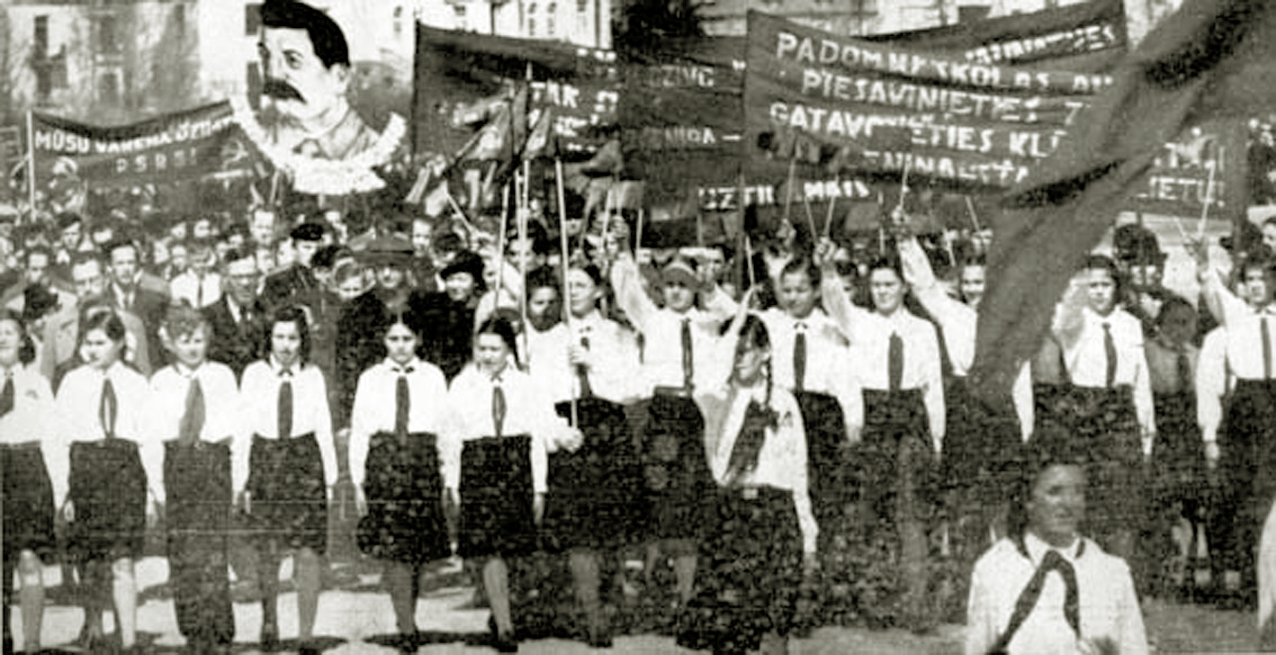
Manifestazione a Riga nel maggio 1941

Tra il 1940 e il 1987, l'Unione Sovietica portò avanti un processo di sovietizzazione che mirava a indebolire le identità nazionali dei popoli baltici. Un fattore importante nel tentativo di raggiungere questo obiettivo fu l'industrializzazione su larga scala, oltre alle attività di censura apportate in campo culturale, religioso e, più in generale, alla libertà di espressione. Le autorità sovietiche condussero la politica di eliminazione dell'opposizione e la trasformazione dell'economia in maniera contemporanea: per adempiere ai due scopi, vennero effettuate diverse deportazioni per eliminare gli oppositori e i sostenitori dei partigiani e dato il via a progetti di collettivizzazione. I baltici resistettero impiegando le armi contro i sovietici per circa un decennio: i gruppi di rivoltosi, noti come Fratelli della foresta, godettero spesso in tutti e tre gli Stati della simpatia degli abitanti locali, sebbene il numero di combattimenti variasse da Paese a Paese. Benché Mosca avesse già disposto delle espulsioni tra il 1940 e il 1941, quelle avvenute tra il 1944 e il 1952 furono molto più numerose. Nel marzo del 1949, le principali autorità sovietiche organizzarono una deportazione di massa di 90.000 cittadini baltici, definiti alla stregua di nemici del popolo, verso aree remote dell'URSS.

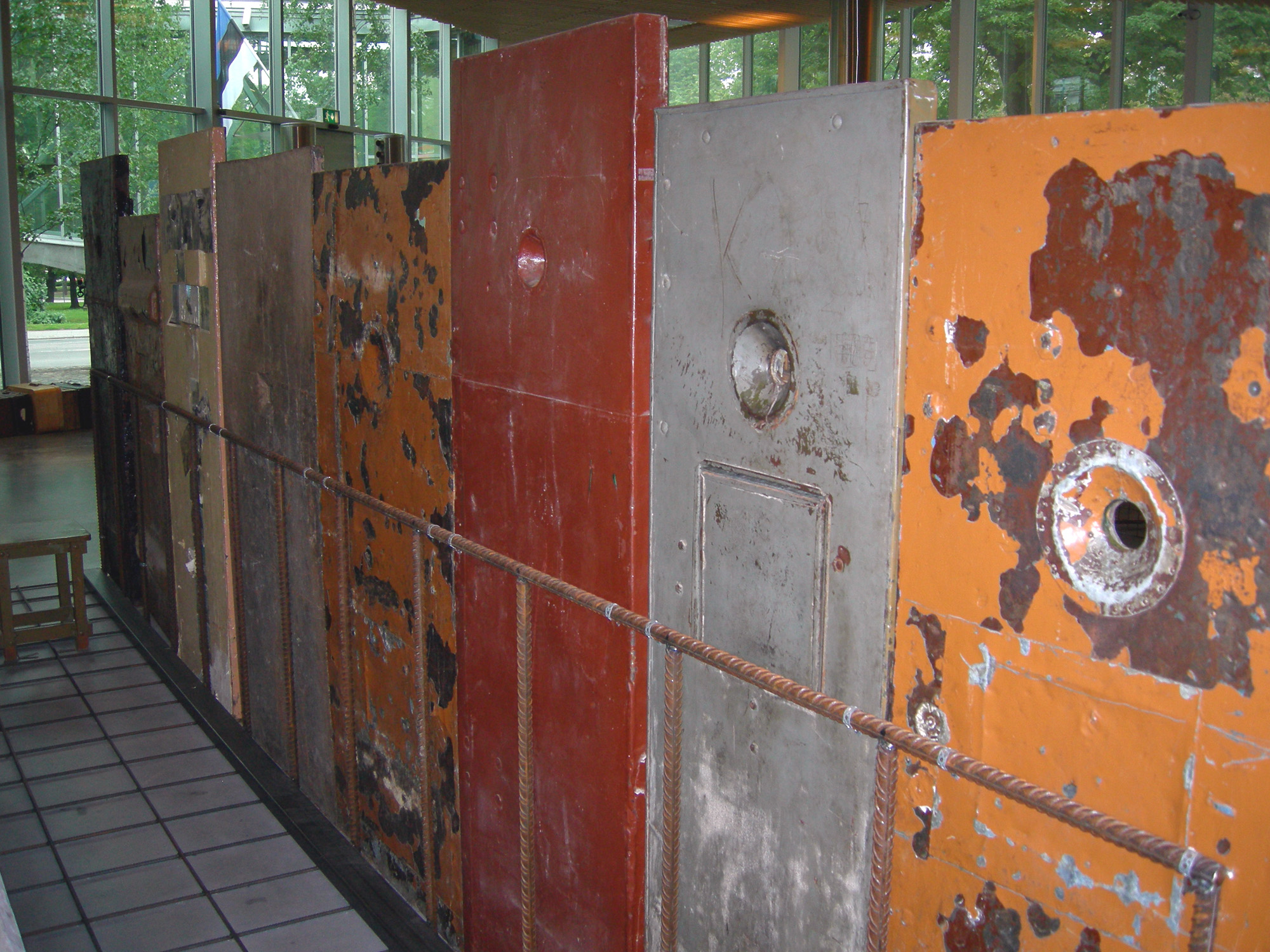
Porte stagne delle prigioni sovietiche in mostra nel Museo dell'occupazione dell'Estonia a Tallinn

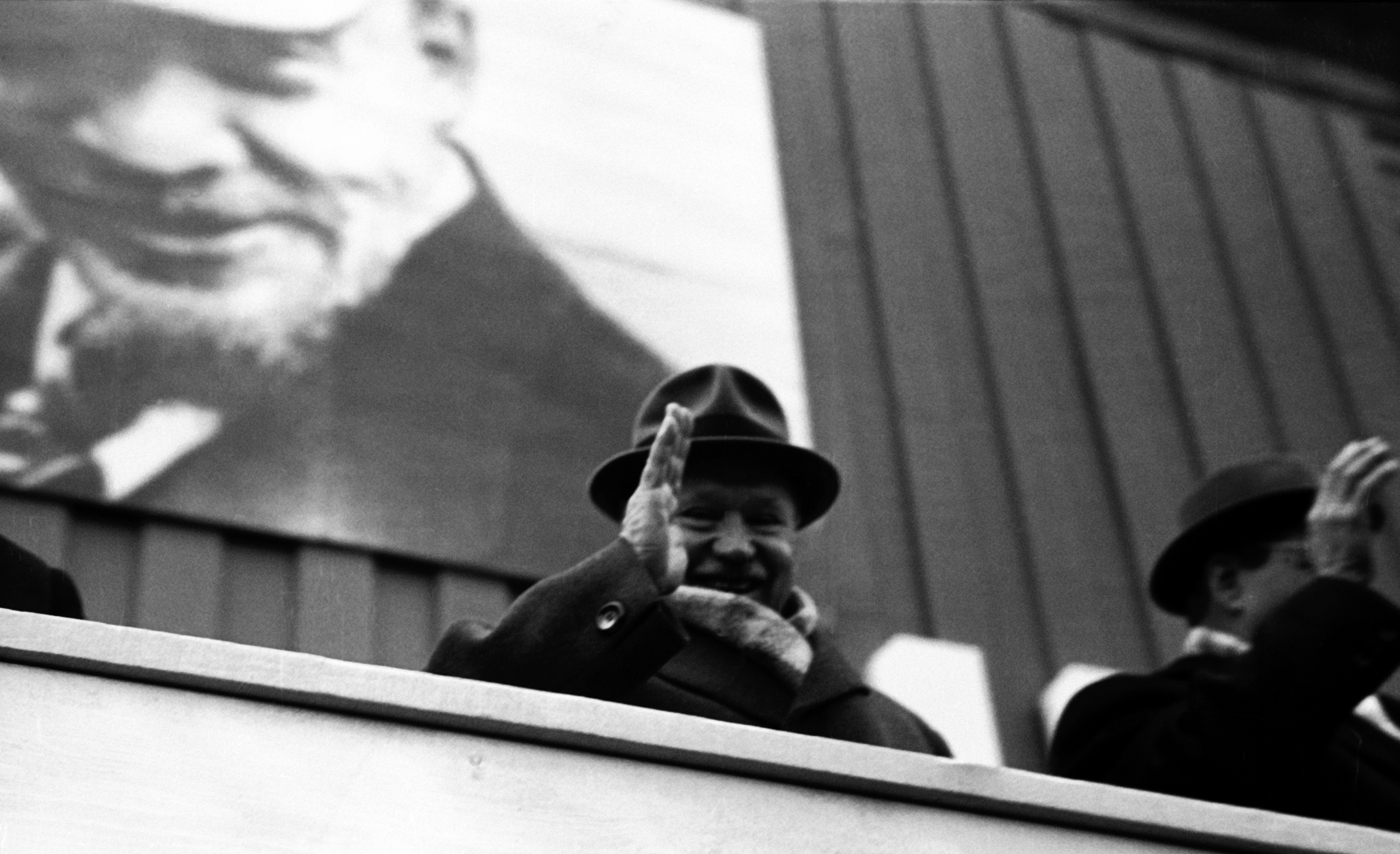
Antanas Sniečkus, leader del Partito Comunista della Lituania dal 1940 al 1974

Il numero totale dei cittadini trasferiti coattivamente tra il 1944 e il 1955 è stimato a 124.000 in Estonia, 136.000 in Lettonia e 245.000 in Lituania. I deportati furono autorizzati a ritornare dopo il discorso tenuto da Nikita Chruščëv nel 1956, anche se molti erano già morti durante i rigidi inverni trascorsi in Siberia. Un gran numero di abitanti dei Paesi baltici fuggì verso ovest prima dell'arrivo delle forze sovietiche nel 1944, evento antecedente al ripristino delle tre repubbliche socialiste. Alla Lituania vennero amministrativamente assegnate le regioni di Vilnius e Klaipėda, mentre l'Estonia e la Lettonia cedettero alcune porzioni di territorio lungo i confini orientali con la RSFS Russa. L'Estonia perse il 5% e la Lettonia il 2% della propria superficie territoriale rispetto al periodo interbellico.

### Industrializzazione e immigrazione
I sovietici effettuarono grandi investimenti di capitale puntando su risorse energetiche e sulla realizzazione di prodotti industriali e agricoli. Lo scopo era integrare l'economia baltica nella più ampia sfera economica sovietica. Un altro progetto portato avanti riguardò la realizzazione di una rete stradale. In tutte e tre le repubbliche, l'industria manifatturiera venne sostentata a scapito di altri settori, in particolare l'edilizia abitativa e l'agricoltura, settore assai prolifero soprattutto in Lituania, che soffrì la mancanza di investimenti e il sistema delle kolchoz. Le aree urbane delle città locali uscirono danneggiate durante la guerra e ci volle un decennio per rimpiazzare le abitazioni demolite o semi-demolite: tuttavia, le nuove costruzioni risultarono spesso di bassa qualità e venne adottata una politica di incoraggiamento agli immigrati di etnia russa che avessero voluto spostarsi nelle abitazioni appena costruite.
Estonia e Lettonia furono testimoni di migrazioni su larga scala, principalmente lavoratori industriali che giungevano da altre parti dell'Unione Sovietica e che mutarono sensibilmente l'evoluzione demografica; la Lituania, invece, vide l'afflusso di meno immigrati. Le cifre mutarono nella seguente maniera:
- Gli estoni etnici costituivano l'88% prima della guerra; nel 1970, la cifra scese al 60%;
- I lettoni etnici costituivano il 75%; il numero era sceso al 56,8% nel 1970[13] e al 52% nel 1989.[14]
- Il calo dei lituani fu solo del 4%.

Il minor impatto dell'immigrazione russa in Lituania fu in parte dovuto alla riassegnazione della regione di Vilnius e alla riduzione dei cittadini di etnia ebraica dovuto in gran parte all'Olocausto. I russi trasferitisi dalla Russia prima dell'annessione del 1940 e che conoscevano la lingua locale furono chiamati "russi locali", poiché avevano migliori rapporti e si erano meglio integrati ai locali rispetto a quelli che si stabilirono in seguito.
I comunisti baltici avevano sostenuto e partecipato alla Rivoluzione di ottobre del 1917 in Russia, ma molti di essi morirono durante le grandi purghe negli anni '30. Una nuova ondata migratoria avvenne dal 1944, quando i sovietici tornarono sul Baltico e nominarono anche russi etnici per ricoprire incarichi politici, amministrativi e direttivi. Basti pensare al fatto che l'importante ruolo di secondo segretario del partito comunista locale era quasi sempre di etnia russa o comunque slavo.

## Vita quotidiana

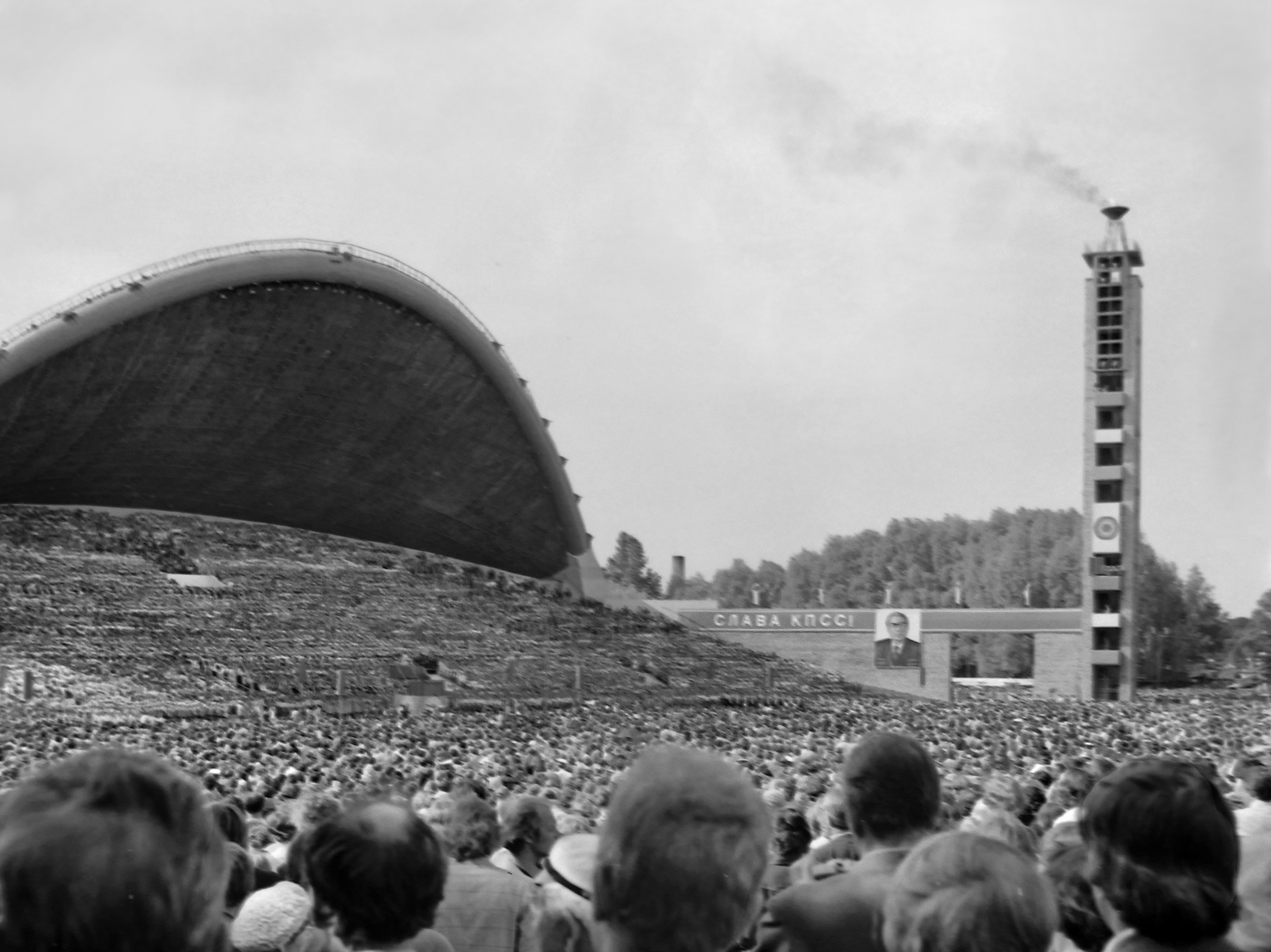
Festival della canzone estone a Tallinn nel 1980

I Paesi baltici furono in gran parte isolati dal mondo esterno tra la fine degli anni '40 e la metà degli anni '80. I sovietici risultarono interessati all'area baltica non solo per le preoccupazioni sulla lealtà dei locali, ma anche per la presenza di numerose installazioni militari lì costruite per via della vicinanza a diversi stati del Blocco occidentale, incluse basi occupate dall'esercito o dall'aeronautica e una sottomarina. Alla fine degli anni '60, i movimenti democratici sovietici iniziarono a radicarsi tra i gruppi di intellettuali baltici. L'Unione Sovietica sottoscrisse gli Accordi di Helsinki e l'anno seguente fu fondato in Lituania un gruppo di monitoraggio che produsse pubblicazioni di dissidenti negli anni '70 e '80. Il nazionalismo e la religione ispirarono le persone a manifestazioni su piccola scala e attività clandestine. Nel 1982 il Parlamento europeo approvò una risoluzione a sostegno della causa baltica.
L'Unione Sovietica preservò la diversità etnica, cercando al contempo di imporre una maggiore uniformità. Una nuova ondata di russificazione del sistema educativo iniziò alla fine degli anni '70, nel tentativo di creare un'identità nazionale sovietica. L'educazione dei bambini baltici avveniva nelle lingue native, ma lo studio della lingua russa era obbligatorio. Inoltre, le autorità sovietiche limitarono la libertà di espressione nella letteratura e nelle arti visive. I festival delle canzoni rimasero uno dei mezzi di espressione nazionale, mentre la comunità universitaria e la ricerca scientifica seguirono standard sovietici. Soprattutto per via delle politiche adottate a lunga durata, dopo il 1975, si verificarono sempre più problematiche inerenti alla carenza di prodotti alimentari e di consumo, problemi sociali, immigrazione incontrollata e danni all'ambiente. Negli anni '80 la tensione sociale e politica all'interno delle repubbliche baltiche e tra queste ultime e Mosca divenne più palpabile rispetto ai decenni precedenti.

## Le tappe dell'indipendenza

### Riforme sovietiche
Il periodo della stagnazione innescò la crisi del sistema sovietico e la necessità di emanare riforme non poté essere ritardata a lungo. Fu in un simile contesto che Michail Gorbačëv assunse la carica di Presidente dell'URSS nel 1985, autore delle politiche della glasnost' e della perestrojka finalizzate a riformare l'assetto dello stato sovietico. Le nuove disposizioni non tennero conto del fatto che l'URSS si resse nei decenni precedenti soprattutto grazie alla forza militare che represse tutte le forme di nazionalismo. Le libertà ingenerate dalla glasnost' riportarono lo spirito filo-indipendentista, invero mai sopito, degli abitanti dei Paesi baltici in un evento passato alla storia come rivoluzione cantata. Le prime grandi manifestazioni contro il dominio sovietico si tennero a Riga nel novembre 1986 e, la primavera successiva, a Tallinn. A seguito di una lunga serie di proteste, alla fine del 1988, l'ala riformista aveva guadagnato un ruolo influente nelle repubbliche baltiche.
Allo stesso tempo, le coalizioni di riformisti e forze populiste si concentrarono in gran parte sulle richieste di autonomia piuttosto che di indipendenza. Il Soviet supremo della RSS Estone ripristinò la lingua estone come lingua di stato nel gennaio 1989, a cui seguì un provvedimento simile in Lettonia e in Lituania poco più tardi. Successivamente, le repubbliche baltiche dichiararono la loro sovranità: nel novembre 1988 l'Estonia, nel maggio 1989 la Lituania e nel luglio 1989 la Lettonia. Il Soviet supremo estone si riservò il diritto di veto le leggi del Soviet Supremo dell'Unione Sovietica. Il Soviet supremo lituano fece persino riferimento al passato da nazione indipendente della Lituania e alla sua illegittima annessione all'Unione Sovietica nel 1940. Il Soviet supremo della RSS Lettone si comportò invece in maniera più cauta. Il presidio del Soviet Supremo dell'Unione Sovietica bollò la legislazione estone come incostituzionale.

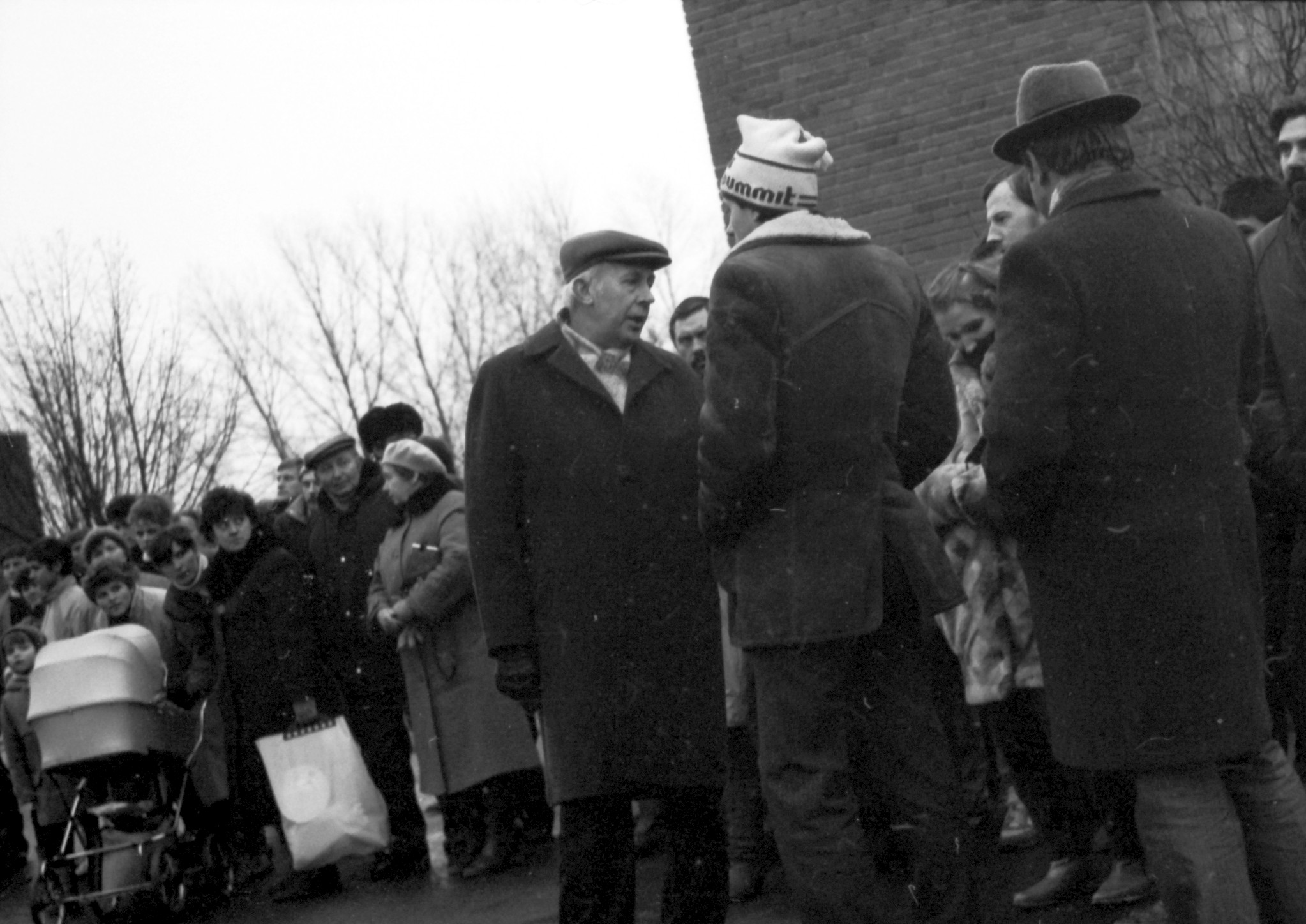
Il capo del KGB in Lituania Eduardas Eismuntas discute con i manifestanti lituani, gennaio 1990

Le prime elezioni supreme sovietiche si svolsero nel marzo 1989: il partito comunista era ancora l'unico considerato legale, ma la disponibilità di scelte tra più candidati incoraggiò i fronti popolari e altri gruppi a diffondere il proprio messaggio elettorale. Nel partito comunista, in tutte e tre le repubbliche baltiche, non mancavano fronde nazionaliste e i leader politici rispondevano sempre più alle persone piuttosto che al partito. La più grande manifestazione tenutasi di lì a poco fu la catena baltica nell'agosto del 1989, dove le persone protestarono per il 50º anniversario del patto Molotov-Ribbentrop con una catena umana che univa le mani di svariati cittadini tra tutte le tre repubbliche. Tuttavia, fino al 1990, non furono presentate richieste di indipendenza politica ma richieste di indipendenza economica da Mosca.

### Ripristino dell'indipendenza
Nel febbraio 1990, le elezioni legislative sovietiche portarono al potere con una maggioranza di due terzi i nazionalisti sostenuti da Sąjūdis. L'11 marzo 1990, il Soviet supremo lituano dichiarò l'indipendenza della Lituania, comportando un blocco da parte dei sovietici il 17 aprile. La Lettonia e l'Estonia, per via delle consistenti minoranze russe, non azzardarono alcuna mossa politica simile. Allo stesso tempo, i fronti popolari intensificarono la pressione in Lettonia ed Estonia, mentre il movimento del comitato dei cittadini si preparava a elezioni interamente non sovietiche che si svolgessero immediatamente o quasi da quelle supreme sovietiche. La consapevolezza di chi aveva effettuato la proposta si basava sul fatto che l'indipendenza non avrebbe mai potuto essere ripristinata legalmente dagli organi delle potenze occupanti. I candidati a favore dell'indipendenza surclassarono in maniera netta gli avversari politici nelle elezioni supreme sovietiche del marzo 1990. Il 30 marzo 1990, il Soviet Supremo estone dichiarò l'indipendenza dichiarando, nello specifico, alla stregua di illegittima l'annessione del 1940: un simile evento fu propedeutico per la restaurazione della Repubblica indipendente dell'Estonia. Il 4 maggio 1990, l'esempio dei baltici più settentrionali fu seguito dal Soviet supremo lettone, il quale emise una dichiarazione simile.
Il 12 maggio 1990 gli esponenti politici delle repubbliche baltiche firmarono una dichiarazione congiunta nota come Intesa baltica. A metà giugno i sovietici avviarono i negoziati con Estonia, Lettonia e Lituania a condizione che accettassero di congelare le loro dichiarazioni di indipendenza. I sovietici erano impegnati in maniera più urgente altrove, per via della proclamazione della sovranità da parte della Repubblica Federale Russa a giugno. Proprio a seguito di questo evento, anche le repubbliche baltiche iniziarono a negoziare direttamente con la Repubblica Federale Russa. Nell'autunno 1990 esse stabilirono una frontiera doganale tra gli stati baltici, la Federazione russa e la Bielorussia. Falliti i negoziati, i sovietici eseguirono un tentativo drastico di sbloccare la situazione spedendo truppe in Lituania e Lettonia nel gennaio 1991. Le operazioni fallirono, decine di civili furono uccisi e le truppe sovietiche decisero di ritirarsi. Nell'agosto 1991, i membri della linea dura del governo sovietico tentarono di assumere il controllo dell'URSS e il giorno dopo, in concomitanza con il colpo di stato del 21 agosto a Mosca gli estoni proclamarono l'indipendenza. Poco dopo i paracadutisti sovietici si calarono sulla torre televisiva di Tallinn. Lo stesso giorno il parlamento lettone rilasciò una dichiarazione simile. Il putsch fallì ma la dissoluzione dell'Unione Sovietica appariva ormai dietro l'angolo. Il 27 agosto la Comunità europea accolse con favore il ripristino della sovranità e dell'indipendenza degli Stati baltici. L'Unione Sovietica riconobbe l'indipendenza dei tre Paesi il 6 settembre 1991: le truppe russe rimasero di stanza per altri tre anni, poiché Boris El'cin collegava la questione delle minoranze russe al ritiro delle truppe. La Lituania fu la prima a far ritirare le truppe russe dal suo territorio nell'agosto 1993. Il 26 luglio 1994 le truppe russe si ritirarono dall'Estonia e, il 31 agosto dello stesso anno, le truppe russe salutarono la Lettonia. La Federazione Russa pose fine alla sua presenza militare in Estonia dopo aver rinunciato al controllo delle strutture nucleari a Paldiski il 26 settembre 1995 e in Lettonia dopo che lo Skrunda-1 sospese le attività il 31 agosto 1998 e andò più tardi incontro allo smantellamento. L'ultimo soldato russo lasciò Skrunda-1 nell'ottobre 1999, segnando così la fine simbolica della presenza militare russa sul suolo dei Paesi baltici.